# 耶律岩木
耶律岩木，唐代后期契丹遥辇部落联盟军事首领，字敵輦，迭剌部人。玄祖耶律匀德实次子，辽太祖耶律阿保机二伯父。
身高八尺，声音如鐘，力大，能裂壮鹿皮。三次出任迭剌部夷離菫（军事首领）。四十五岁去世。辽兴宗重熙二十一年（1052年）七月壬子，追封太祖伯父夷离堇岩木为蜀国王，于越释鲁为隋国王。又作楚国王。因其兄耶律麻鲁无后，所以他的后裔被称为孟父房。

## 后裔
- 子：迭剌部夷離菫，胡古只
  - 孙：撻馬狘沙里，神速
- 子：迭剌部夷離菫，末掇
  - 孙：漆水郡王頹昱
- 子：迭剌部夷離菫，楚不魯
  - 孙：迭里
    - 曾孙：北院樞密使，安摶
    - 曾孙：左皮室詳穩，撒給

孟父房，不知世次：
- 惕隱朔古
- 于越屋質
- 節度劉家奴
- 昭德節度孟簡
- 党項節度使唐古
- 匡義節度大悲奴
- 惕隱何魯掃古
- 滌冽
- 撒剌竹
- 北院宣徽使敵祿
- 右皮室詳穩奚低
- 南院大王善補
- 侍中化哥
- 于越弘古
- 北院宣徽使馬六
- 南京宣徽使奴古達
- 燕王瑰引
- 于越仁先
- 惕隱許王義先
- 南面林牙信先